# Ассен (траса)
Траса А́ссен (нід. TT-Circuit Assen) — гоночна траса для шосейно-кільцевих мотоперегонів, побудована в 1955 році недалеко від міста Ассен, Нідерланди. Місце проведення етапу серії MotoGP Гран-Прі Нідерландів. Носить неформальну назву «Кафедра» серед уболівальників. Може вмістити до 100 000 глядачів, у тому числі 60 000 на сидячих місцях. З 1992 року на трасі також відбувається етап чемпіонату світу Superbike.

## Історія
Гран-Прі Нідерландів для фанатів мотоспорту є «Меккою». Це єдина траса в календарі світового моточемпіонату MotoGP, яка присутня у чемпіонаті із самого початку серії — 1949 року.
Перша гонка відбулась у Ассені 9 липня 1949 року і це був другий етап дебютного сезону чемпіонату світу, що проводився під егідою FIM. У тій гонці узяло участь 12 спортсменів, а перемогу здобув Нелло Пагані, який згодом став першим чемпіоном світу.
Автодром може вміщувати до 160 000 глядачів, в тому числі 60 000 сидячих трибунних місць. Поблизу мототреку облаштовано паркінг на 850 000 кв.м., на якому можуть розміститись до 25 000 автомобілів та 20 000 мотоциклів.

## Цікаві факти
- Гран-Прі Нідерландів завжди проходить в останню суботу Червня і це єдина гонка в календарі чемпіонату MotoGP, яка проходить не в неділю.
- Це єдиний автодром, спеціально призначений тільки для мотоспортивних заходів. Але перші перегони в Champ Car 2007 року пройшли саме в Ассені.
- Конфігурація траси потребує високого рівня майстерності від гонщика, адже є доволі небезпечною. Останні зміни конфігурації траси пройшли в 2007 році, якраз перед гонкою чемпіонів.
- Iron Maiden —перша музична група, що зіграла концерт на автодромі 16 серпня 2008 року.
- Ассен — улюблена траса Хорхе Лоренсо.[4]